# Clem Tholet
Clem Tholet (Salisbury, 1948. – Cape Town, 6. listopada 2004.) bio je rodezijski folk pjevač koji se istakao 1970-ih svojim domoljubnim pjesmama. Vrhunac svoje slave dostigao je tijekom Rodezijskog građanskog rata.

## Životopis
Clem Tholet rođen je 1948. u Salisburyju (današnjem gradu Harare) u Južnoj Rodeziji. Pjesme je počeo pisati dok je bio student umjetnosti u Durbanu, u Južnoafričkoj Republici. Vagabond Gun, jedna od njegovih prvih pjesama, pobjednik je kategorije na Južnoafričkom glazbenom festivalu 1966. Tholet se potom vratio u Rodeziju kako bi radio na oglašavanju. Počeo je pjevati u prvom folk objektu u Rodeziji, The Troubadour u Ulici Angwa u Salisburyju. Dok je tamo nastupao, upoznao je Sue Eccles i Andyja Dillona. Trio je formirao grupu The Kinfolk i preselio se u Južnoafričku Republiku. Ubrzo po preseljenju u Johannesburg, Eccles je napustio grupu.
Tholet i Dillon osnovali su novu grupu pod nazivom The Legend Trio s Yvonneom Raff. Ovaj novi trio pjevao je u originalnom južnoafričkom Troubadour-u i sudjelovao je na brojnim SAFMA-ovim nacionalnim folk festivalima.
Tholet se 1967. oženio Jeanom Smith (pastorkom rodezijskog premijera Iana Smitha).
Tholet je započeo solo karijeru snimivši nekoliko singlova s Art Heatlie. Mel Miller, Peter Leroy i Sylvia Stott su mu se nakratko pridružili i 1970. osnovali grupu prije nego što se vratio u Rodeziju 1971. Tholet je ubrzo okupio veliki broj sljedbenika.
Svoj prvi album Songs of Love & War snimio je za diskografsku kuću Shed Studios. Sam ga je napisao i producirao. Album je nagrađen Zlatnom pločom. Napisao je zvučnu numeru i pjesme za film What A Time it Was i tematsku pjesmu za film u čast ranjenim trupama Rodezije, Tsanga, Tsanga.
Kao umjetnički direktor reklamne agencije Matthewman Banks and Tholet, imao je značajnu ulogu u pisanju velikog broja reklamnih pjesama za svoje klijente. Producirao je drugi album pod nazivom Two Sides to Every Story prije nego što se vratio u Južnoafričku Republiku. Živio je i radio u reklamnoj industriji dugi niz godina u Cape Townu. Umro je 6. listopada 2004. od posljedica teške i iscrpljujuće bolesti.
Archives, Tholetov posljednji album, prodavao se (i još se prodaje) za dobrotvorno prikupljanje sredstava za pomoć fondaciji Flame Lily Foundation. Ovaj projekt nastoji osigurati sredstva za životni trošak starih bivših stanovnika Zimbabvea i Rodezije koji žive u Južnoafričkoj Republici, a kojima je zimbabveanska vlada uskratila mirovine.

## Diskografija

### Albumi
| Ime                      | Godina | Diskografska kuća | Napomene                                                                      |
| ------------------------ | ------ | ----------------- | ----------------------------------------------------------------------------- |
| Songs of Love & War      | 1979.  | Teal              | Nagrada Zlatna ploča                                                          |
| Two Sides to Every Story | 1978.  | Teal              |                                                                               |
| Archives                 | 2004.  | RND               | prodavao se za dobrotvorno prikupljanje sredstava za rodezijske umirovljenike |

### Singlovi
| Ime                  | Godina | D. kuća    | Napomene                                                  |
| -------------------- | ------ | ---------- | --------------------------------------------------------- |
| Vagabond Gun         | 1966.  | RCA Victor | pobjednik svoje kategorije na South Africa Music Festival |
| The Cold Side        | 1968.  | Renown     |                                                           |
| Mirror of My Mind    | 1968.  | Renown     |                                                           |
| With Pen in Hand     | 1968.  | Renown     |                                                           |
| True Love is a Tear  | 1968.  | Renown     |                                                           |
| Vrystaat             | 1969.  | Renown     |                                                           |
| Rhodesians Never Die | 1973.  | Blackberry |                                                           |
| Hey, Hey Jerome      | 1973.  | Blackberry |                                                           |
| Peace Dream          | 1977.  | Teal       |                                                           |
| The Last Farewell    | 1978.  | Teal       |                                                           |
| Song for Johnny      | 1978.  | Teal       |                                                           |
| What a Time it Was   | 1978.  | Teal       |                                                           |
| Zambesi, Zimbabwe    | 1980.  | Stanyan    |                                                           |
| Sunny Days and Rain  | 1980.  | Stanyan    |                                                           |
| Used Car Dealer      | 1980.  | Stanyan    |                                                           |
| Somebody Else's Song | 1981.  | Stanyan    |                                                           |

### Filmske numere
| Ime                             | Godina | D. kuća | Napomene |
| ------------------------------- | ------ | ------- | -------- |
| What a Time it Was              |        |         |          |
| What a Time it Was              |        |         |          |
| Golden Days                     |        |         |          |
| With His Hands                  |        |         |          |
| Peace Dream                     |        |         |          |
| If the World Had Another Hitler |        |         |          |
| Tsanga, Tsanga                  |        |         |          |